# Cowley (Wyoming)
Cowley – miasto w Stanach Zjednoczonych, w stanie Wyoming, w hrabstwie Big Horn.